# 韭部
韭部（）は、漢字を部首により分類したグループの一つ。
康熙字典214部首では179番目に置かれる（9画の4番目、戌集の13番目）。

## 概要
「韭」字はユリ科ネギ属の多年草であるニラを意味する。大地の「一」の上にニラが生えた様子に象る。
なお、日本では「韭」よりも、異体字である「韮」の方が一般的に使われている。
偏旁の意符としてはニラやニラに似た野菜に関することを示す。
韭部はこのような意符を構成要素に持つ漢字を収める。
ただし、「齏」字は声符の齊部の方に収められ、その異体字の「韲」が韭部に収められている。

## 部首の通称
- 日本：にら
- 韓国：부추구부（buchu gu bu、にらの韭部）
- 英米：Radical leek

## 部首字
韭
- 中古音
  - 広韻 - 挙有切、有韻、上声
  - 詩韻 - 有韻、上声
  - 三十六字母 - 見母
- 現代音
  - 普通話 - ピンイン：jiǔ 注音：ㄐㄧㄡˇ ウェード式：chiu3
  - 広東語 - Jyutping:gau2 イェール式:gau2
- 日本語 - 音：キュウ（キウ）（漢音） 訓：にら
- 朝鮮語 - 音：구(gu) 訓：부추（buchu、ニラ）

## 例字
- 韭
  - 3:韮、10:韲